# La pesca (Boucher)
La pesca (en francés: La pêche) es una pintura a óleo sobre tela de François Boucher, realizada en 1767.

## Descripción
La pintura es un óleo sobre tela con unas dimensiones de 150 x 188 centímetros. Es en la colección del Palacio de Versalles, en Versalles, cerca de París.

## Análisis
Esta pintura representa a una línea de pesca.

## Europeana 280
En abril de 2016, la pintura La pesca fue seleccionada como una de las diez más grandes obras artísticas de Francia por el proyecto Europeana.